# Fédération tunisienne de tennis
Pour les articles homonymes, voir FTT.
La Fédération tunisienne de tennis (arabe : الجامعة التونسية لكرة المضرب) ou FTT organise le tennis en Tunisie et met en place un système de classement et de compétition national. Elle est affiliée à la Fédération internationale de tennis.

## Rôles
La Fédération tunisienne de tennis a plusieurs rôles distincts :
- promouvoir, organiser et développer le tennis en Tunisie ;
- coordonner et soutenir les clubs de tennis en Tunisie ;
- gérer les différentes équipes de Tunisie, dont les deux plus importantes sont celles de Coupe Davis et de Fed Cup ;
- organiser les tournois de tennis en Tunisie, le plus important étant le tournoi de Tunis et le championnat de Tunisie
- gérer le calcul du Système de classement des joueurs et joueuses du tennis.

## Bureau fédéral
Le bureau fédéral de la FTT pour le mandat 2016-2020 est composé des personnalités suivantes :
- Salma Mouelhi (présidente)
- Fakher Baraket
- Houda Barouni
- Abdelkarim Boughaba
- Bassem Ben Hassen
- Abdelaziz Boubaker
- Amel Hachani
- Sonia Dammak
- Mondher Bouzgarrou
- Walid Gritli
- Seif Ismaïl
- Ayoub Khedir

## Clubs affiliés
La liste des clubs affiliés à la fédération est la suivante :
- Association sportive Bazim Jerba
- Association sportive Club Chotrana
- Association sportive de la cité nationale sportive
- Avenir sportif de La Marsa
- Association sportive militaire de Gabès
- Association sportive maison des jeunes Gremda
- Association sportive militaire de Tunis
- Association sportive de la police nationale
- Association sportive Tennis Ariana
- Association sportive Vivo Energy
- Arab Tennis Club
- Association Tennis de Djerba
- Boumhel Bassatine Sport
- Club municipal de Tennis de Chihia
- Club municipal de Tennis Kef
- Club Oasis de tennis Tozeur
- Club sportif de la garde nationale
- Club Tennis Tataouine
- Djerba Tennis Club
- Espoir sportif du Cap Bon
- Energy Sports Club de Nabeul
- Élite Tennis Club
- Gazelec Sport de Tunis
- Gammarth Tennis Academy
- Individuel
- Jeunesse sportive maghrébine
- Msaken Tennis Club
- Tunis Air Club
- Tennis Club Akouda
- Tennis Club Bizerte
- Tennis Club de Carthage
- Tennis Club Ezzahra
- Tennis Club de Hammamet
- Tennis Club de Hammam Sousse
- Tennis Club Îles Kerkennah
- Tennis Club Jemmel
- Tennis Club de Kairouan
- Tennis Club de Kélibia
- Tennis Club du Kram
- Tennis Club de Mahdia
- Tennis Club de Mégrine
- Tennis Club de Monastir
- Tennis Club de Sousse
- Tennis Club du Sahel
- Tennis Club de Sayada
- Tennis Club de Sfax
- Tennis Club Soukra
- Tennis Club Sofit
- Tennis Club de Tunis
- Tennis Club Zaghouan
- Tennis Club Les Trières de Nabeul

## Suspension en Coupe Davis
Fin 2013, la Fédération internationale de tennis suspend pour un an la Fédération tunisienne pour avoir ordonné à l'un de ses ressortissants, Malek Jaziri, de simuler une blessure pour ne pas à avoir affronté un joueur de nationalité israélienne, Amir Weintraub. La Fédération internationale estime que la Tunisie n'a pas respecté le texte constitutif de l'organisation, à savoir qu'un membre ne doit se livrer à « aucune discrimination basée sur la couleur, la race, la nationalité, l'origine ethnique ou nationale, l'âge, le sexe ou la religion ».

## Disciplines
- Tennis
- Beach tennis
- Padel